# Yecla de Yeltes
Yecla de Yeltes település Spanyolországban, Salamanca tartományban. Yecla de Yeltes Vitigudino, Moronta, Villares de Yeltes, Villavieja de Yeltes, Bogajo, Cerralbo és Guadramiro községekkel határos. Lakosainak száma 222 fő (2024).

## Népesség
A település népessége az elmúlt években az alábbi módon változott:
| Lakosok száma | 351  | 335  | 314  | 305  | 285  | 279  | 252  | 235  | 224  | 222  |
|               | 2001 | 2004 | 2007 | 2009 | 2012 | 2014 | 2017 | 2019 | 2022 | 2024 |